# Gloria Coleman
Gloria Coleman (New York, 24 juli 1931 – 10 februari 2010) was een Amerikaanse souljazzmuzikante (zang, orgel, piano, bas), componiste. Ze was getrouwd met de saxofonist George Coleman. Hun gezamenlijke zoon is de drummer George Coleman jr.

## Biografie
Gloria Coleman studeerde eerst viool, piano en bas. Haar carrière als muzikante begon in 1952 als bassiste in Philadelphia (Pennsylvania) bij de pianisten Sarah McLawler en Myrtle Young en bij Sonny Thompson in Chicago. Tijdens de volgende jaren werkte ze o.a. bij Lou Donaldson, Willis Jackson, Etta Jones, Jack McDuff, Jimmy Scott, Sonny Stitt, Matthew Gee en Cecil Payne. Uiteindelijk werden de piano en het hammondorgel haar favoriete instrumenten, toen ze haar eigen stijl, onder invloed van Wild Bill Davis en Jimmy Smith, ontwikkelde. Daarna speelde ze in de nachtclub Small's in Harlem.
Begin jaren 1960 trad ze een poos op als pianiste en organiste met Tiny Grimes in de club Cherry's in Atlantic City (New Jersey). Daarna keerde ze terug in de band van Sonny Stitt als organiste, met wie ze o.a. optrad in de New Yorkse Village Gate. Daarna speelde ze in een orgelcombo met Booker Ervin en de drumster Carmen Lacaria. Om haar stijl verder te ontwikkelen, werkten zij en haar echtgenoot George Coleman in hun huis samen met de trompettist Booker Little. Ze was nu ook werkzaam als componiste en arrangeur. Ze schreef o.a. You Make Me Want to Dance (vertolkt door Joe Lee Wilson en Irene Reid), I Got A Claim on Fame (voor Irene Reid) en There's a Way (voor Hank Crawford), bovendien muziek voor Bobbi Humphrey en Ernestine Anderson.
Coleman werd bekender door haar debuutalbum, dat ze in oktober 1963 opnam voor Impulse! Records. Soul Sisters ontstond in kwartetbezetting met de gitarist Grant Green, de altsaxofonist Leo Wright en de drumster Pola Roberts. Een tweede album nam ze pas op in 1971 met Ray Copeland, Dick Griffith, James Anderson, Earl Dunbar en Charlie Davis. Bovendien werkte ze als songwriter. Verder werkte ze als muzikante resp. componiste mee aan opnamen van Leo Wright (Soul Talk), Hank Crawford (Groove Master, 1990), Nat Simpson en Etta Jones.
Coleman trad in latere jaren op tijdens het Monterrey Jazz Organ Festival met een tribute aan Shirley Scott, bovendien tijdens het Billie Holiday Jazz Festival in Brooklyn (New York), waar ze met haar zoon George Coleman jr. en diens kwartet speelde. In 2008 verscheen haar album Sweet Missy, waarop ze speelde met George Coleman, haar zoon Coleman jr. en de gitarist Eric Johnson.

## Overlijden
Gloria Coleman overleed op 17 februari 2010 op 79-jarige leeftijd.

## Discografie
- 1963: Soul Sisters (Verve Records)
- 1971: Sings and Swings Organ
- 2008: Sweet Missy